# Cantacader
Cantacader is een geslacht van wantsen uit de familie van de Tingidae (Netwantsen). Het geslacht werd voor het eerst wetenschappelijk beschreven door Amyot & Serville in 1843.

## Soorten
Het genus bevat de volgende soorten:

- Cantacader abdivitus Drake, 1950
- Cantacader affinis B. Lis, 2003
- Cantacader afzelii Stål, 1873
- Cantacader agilis Drake, 1951
- Cantacader allaeri Schouteden, 1965
- Cantacader amplicostatus Duarte Rodrigues, 1981
- Cantacader amydis Drake, 1960
- Cantacader angulipennis Horváth, 1906
- Cantacader angustecostatus Štusák, 1979
- Cantacader attenuatus Distant, 1902
- Cantacader avitus Drake, 1950
- Cantacader basilewskyi Schouteden, 1955
- Cantacader bowmansi Schouteden, 1965
- Cantacader ceylonicus B. Lis, 2000
- Cantacader clairi Schouteden, 1965
- Cantacader claratis Drake, 1950
- Cantacader curtulus Linnavuori, 1977
- Cantacader diffidentis Drake & Poor, 1936
- Cantacader dilatatus B. Lis, 2003
- Cantacader divisus Bergroth, 1908
- Cantacader duffelsi B. Lis, 1997
- Cantacader formosus Drake, 1950
- Cantacader gerardi Schouteden, 1955
- Cantacader hirsutus B. Lis, 1999
- Cantacader hubeianus C.R. Li & L.Y. Zheng, 2001
- Cantacader hulstaerti Schouteden, 1965
- Cantacader ilongaensis Duarte-Rodrigues, 1982
- Cantacader indicus B. Lis, 2003
- Cantacader infuscatus Distant, 1903
- Cantacader insularis Drake, 1957
- Cantacader iranicus B. Lis, 2001
- Cantacader japanicus Drake, 1947
- Cantacader laratanus Drake, 1947
- Cantacader laticollis Horváth, 1906
- Cantacader letabanus Duarte-Rodrigues, 1981
- Cantacader lethierryi Scott, 1874
- Cantacader longicornis Duarte-Rodrigues, 1980
- Cantacader natalensis B. Lis, 2003
- Cantacader nocturnis Hacker, 1929
- Cantacader noumea Guilbert, 2002
- Cantacader quadricornis (Lepeletier & Serville, 1828)
- Cantacader quinquecarinatus (Germar & Berendt, 1856)
- Cantacader quinquecostatus (Fieber, 1844)
- Cantacader schoutedeni Štusák, 1984
- Cantacader sejunctus Duarte-Rodrigues, 1987
- Cantacader subovatus (Motschulsky, 1863)
- Cantacader subtilis B. Lis, 1999
- Cantacader tener Bergroth, 1894
- Cantacader tenuipes Stål, 1865
- Cantacader uniformis Distant, 1902
- Cantacader vandenplasi Schouteden, 1923